# Aphis eryngiiglomerata
Aphis eryngiiglomerata är en insektsart. Aphis eryngiiglomerata ingår i släktet Aphis och familjen långrörsbladlöss. Inga underarter finns listade i Catalogue of Life.